# Francesca Petitjean
Francesca Petitjean (Cannes, 30 de noviembre de 1962) es una culturista y modelo de fitness francesa activa a finales de los años 1980 y principios de los años 1990. Tras su retiro, inició una carrera como actriz pornográfica hasta 2003.

## Carrera como culturista
En la década de 1980, se embarcó en una carrera como culturista y modelo de fitness. En 1989, y nuevamente en 1992, ganó el primer puesto en los campeonatos del mundo para culturistas aficionados organizados por la Asociación Mundial de Culturismo Amateur (WABBA) en la categoría amateur. En 1990 quedó en segundo lugar en el Campeonato del Mundo de WABBA en la categoría profesional, por detrás de la austriaca Gabriele Klug, y en 1989 ganó la medalla de bronce en el Campeonato de Europa Amateur de la WABBA.
En 1993, Petitjean se convirtió en profesional y comenzó participar bajo el amparo de la Federación Internacional de Fisicoculturismo (IFFB). Pese a que en los siguientes torneos a los que se presentó siempre terminaba entre las diez mejores, en ninguna de ellas llegó a subir al podio. Su mejor resultado fue en el Gran premio de Praga de 1996, al terminar en sexta posición. A finales de ese año, se retiró del culturismo profesional.

### Participación en concursos internacionales
- 1989: 3.ª posición en el Campeonato de Europa WABBA
- 1989: 1.ª posición en el Campeonato de Europa WABBA
- 1990: 2.ª posición en el Campeonato de Europa WABBA
- 1992: 1.ª posición en el Campeonato de Europa WABBA
- 1993: 12.ª posición en el torneo IFBB - Tana Classic
- 1994: 8.ª posición en el torneo IFBB - Pro Copa Canada
- 1994: 12.ª posición en el torneo IFBB - Gran premio de Praga
- 1995: 8.ª posición en el torneo IFBB - Gran premio de Praga
- 1996: 6.ª posición en el torneo IFBB - Gran premio de Praga
- 1996: 7.ª posición en el torneo IFBB - Gran premio de Eslovaquia
- 1996: 13.ª posición en el IFBB - Ms. International
- 1996: 19.ª posición en el torneo IFBB - Tana Classic

## Carrera como actriz pornográfica
Meses después de retirarse de la parcela deportiva, ya en 1997, a los 35 años, comenzó una carrera como actriz pornográfica, debutando como tal en la producción Détonnante Musclor, del estudio Cash Sex y dirigida por Richard Laine. Más tarde apareció en Acteurs porno en analyse, junto a Vivienne Fovéa y Karen Lancaume. Se dio a conocer internacionalmente con la serie Body Builders in Heat producida por el estudio Channel 69, llegando a aparecer en cinco entregas de la misma. Como actriz trabajó para estudios de renombre como Vivid Entertainment Group, Private Media Group, Moonlight Video o Sin City, entre otros. Se retiró definitivamente en 2003, con 22 películas protagonizadas.
Algunas películas suyas fueron Body Builders In Heat 14, Chillin' with the Cholas, Extreme Close Up, Franchesca, Nasty As I Wanna Be, Skid Row, Sorority Babes, The Gulp of Mexico o Vivid Girl Confidential.